# Psychotria punctata
Psychotria punctata es una especie de planta fanerógama de la familia Rubiaceae.

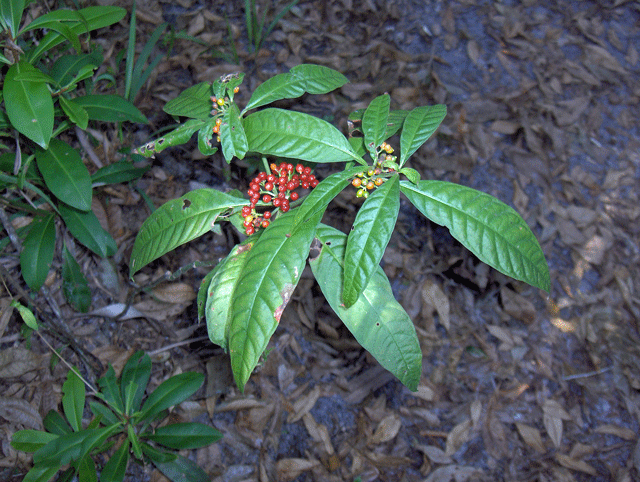
Vista de la planta

## Descripción
Son arbusto o subarbusto que alcanzan un tamaño de 2-6 m de altura. Las láminas de 2-18 x 0,5-9 cm, estrecha a ampliamente elípticas, elíptico-obovadas, ± acuminadas en el ápice, cuneadas en la base. Flores  en panículas o umbelas o colecciones de umbelas, de 1-14 cm de largo. La corola de color blanco, crema, verde o amarilla rara vez, por fuera glabra. Las frutas en drupas de color rojo, con 2 pirenos, subgloboso, de 5-7 mm de diámetro.  Semillas semi-globosas a subglobosas.

## Distribución
Psychotria punctata se encuentra desde el sur de Somalia hasta Mozambique y las Comoros.

## Taxonomía
Psychotria punctata fue descrita por Wilhelm Vatke y publicado en Oesterreichische Botanische Zeitschrift 25: 230. 1875.
Variedad aceptada
- Psychotria punctata var. punctata

Sinonimia
- Apomuria punctata (Vatke) Bremek
- Uragoga punctata (Vatke) Kuntze
- Psychotria bacteriophila Valeton
- Psychotria pachyclada K.Schum. & K.Krause[3]